# Lamenia flavomonile
Lamenia flavomonile är en insektsart som först beskrevs av Frederick Arthur Godfrey Muir 1913.  Lamenia flavomonile ingår i släktet Lamenia och familjen Derbidae. Inga underarter finns listade i Catalogue of Life.